# Robert Seegmüller

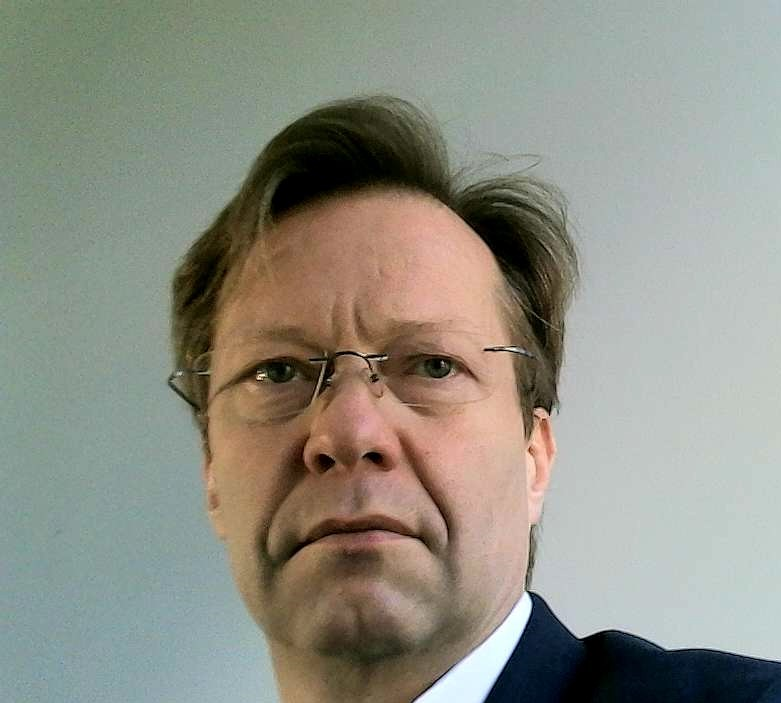
Robert Seegmüller (2020)

Robert Seegmüller (* 24. Mai 1969 in Bad Harzburg) ist ein deutscher Jurist und Richter am Bundesverwaltungsgericht.

## Werdegang
Robert Seegmüller studierte nach dem Abitur an der Ludwig-Maximilians-Universität München Rechtswissenschaft. Während des Referendariats arbeitete er als wissenschaftliche Hilfskraft am Max-Planck-Institut für ausländisches und internationales Sozialrecht bei Bernd Baron von Maydell. 1995 promovierte er dort zur Rechtsstellung des hauptamtlichen Vorstands der gesetzlichen Krankenkassen. Von März 1996 bis Februar 1999 arbeitete er als wissenschaftlicher Mitarbeiter am Bundesverfassungsgericht im Dezernat von Udo Steiner. Anschließend trat er in den Justizdienst des Landes Berlin ein. Dort war er zunächst einer Zivilkammer des Landgerichts Berlin zugeteilt. 
Im Dezember 1999 wechselte Seegmüller an das Verwaltungsgericht Berlin, wo er im Oktober 2001 zum Richter am Verwaltungsgericht ernannt wurde. Von Dezember 2007 bis Dezember 2010 war er an das Bundespräsidialamt in das Referat Verfassung und Recht, Justiziariat abgeordnet und im Juli 2012 wurde er zum Vorsitzenden Richter am Verwaltungsgericht ernannt. Von 2014 bis 2024 wirkte er als Richter am Berliner Verfassungsgerichtshof. Am 2. Oktober 2015 wurde er zum Richter am Bundesverwaltungsgericht ernannt. Er gehört dem 8. Revisionssenat an, der unter anderem für das Wirtschaftsverwaltungsrecht, das Kommunalrecht und das Vermögensrecht zuständig ist.
Im Juli 2014 wurde Seegmüller außerdem zum Vizepräsidenten des Verfassungsgerichtshofes des Landes Berlin gewählt. Seine siebenjährige Amtszeit endete regulär 2021. Da das Abgeordnetenhaus jedoch erst im Juli 2024 einen Nachfolger wählte, war er bis dahin kommissarisch im Amt. Seegmüller wurde ursprünglich von der CDU/CSU für die Wahl von Richtern des Bundesverfassungsgerichts 2025 vorgeschlagen; dieser Vorschlag wurde später zurückgezogen.
Seegmüller ist Bundesvorsitzender des Bundes der Verwaltungsrichter und Berliner Landesvorsitzender des Arbeitskreises Christlich-Demokratischer Juristen. Seit 2010 ist er neben seiner Tätigkeit als Richter für ein Repetitorium tätig.

## Veröffentlichungen (Auswahl)
- Der hauptamtliche Vorstand der gesetzlichen Krankenkassen, Dissertation, Berlin, Erich-Schmidt-Verlag, 1996

## Berufspolitisches Engagement
Neben seiner Berufstätigkeit ist Seegmüller seit 2015 Vorsitzender des Bundes Deutscher Verwaltungsrichter und Verwaltungsrichterinnen und des Deutschen Verwaltungsgerichtstags.

## Parteipolitisches Engagement
Seegmüller ist Mitglied der CDU. Er leitet den Landesarbeitskreis Christlich Demokratischer Juristinnen und Juristen Berlin und ist Beisitzer im Vorstand des Bundesarbeitskreises Christlich Demokratischer Juristen.